# Gérard de Vivre
Gérard de Vivre (* im 16. Jahrhundert in Gent; † vor 1597) war ein belgischer Schulmeister, Grammatiker und Fremdsprachendidaktiker des Französischen in Köln.

## Leben
Vivre floh vor den flandrischen Unruhen nach Köln, wo er sich ab 1563 als Französischlehrer (vornehmlich der Kaufleute) niederließ. Er verfasste ein verbreitetes Formularbuch für Kaufleute, das 1576 in Antwerpen erstmals gedruckt wurde.
Er schrieb „die erste für Deutsche bestimmte, deutsch geschriebene und in Deutschland gedruckte französische Grammatik überhaupt“ (Greive) und widmete sie einem Schüler, „Arnold von Segen“, Sohn oder Enkel des Ratsherren Arnold von Siegen. Es handelt sich um eine an Erklärungen magere Formengrammatik als Basis für den mündlichen Unterricht, zu dem Vivre die Textmaterialien (Dialoge, Briefe usw.) selbst verfasste.
Das ebenfalls von ihm publizierte dazugehörige Wörterbuch nannte er Synonyma. Es war eine nach Ausdrucksabsichten geordnete zweisprachige Phraseologie, die zur Versprachlichung eines Grundgedankens mehrere idiomatische Lösungen anbot. So fand der Benutzer im Artikel „Accompaigner/Gesellschafft thun“ zehn Phrasen, darunter „Nous vous acheminerons. Wir werden euch auff den wech bringen“ und „Ils nous mettront en chemin. Sie werden uns auff den wech füren“.
Schließlich dichtete Vivre Komödien, die zur Aufführung durch die Schüler bestimmt waren und folglich als Lehr- und Lernmaterial gelten können.

## Schriften
- Grammaire françoise, touchant la lecture, déclinaisons des noms et conjuguaisons des verbes, le tout mis en françois et en allemang. Frantzösische Grammatik, Köln 1566 (Grammaire françoise, 1566; suivie de Briefve institution de la langue françoise expliquée en aleman, 1568, übersetzt und hrsg. von Brigitte Hébert, Paris 2006)
- Briefve institution de la langue francoise, Köln 1568
- Synonymes, c’est-à-dire plusieurs propos, propres tant en escrivant qu’en parlant, tirez quasi tous à un même sens, pour montrer la richesse de la langue françoise, recueilliz en françois & aleman. Synonyma. Das ist ein versamlung viler wort eines gleichen verstandts und meinung, erzeigend die Reichtumb der Frantzösischer sprachen, gleich im schreiben als auch im lesen. Zusamen getragen in Französischer und Teutscher Sprachen. Durch Gerhardum vivre, öffentlichen Leser und Schulmeister der bemelter Sprachen, in der löblicher Reichstadt Cölln, Köln 1569 (hrsg. von Barbara Kaltz, Hamburg 1988)
- Dialogues françois-flamengs, traictans du faict de la marchandise = Tsamensprekingen in Fransoys ende Duytsche, tracterende vanden handel der coopmanschappen, Antwerpen 1573
- Les fondaments de la langue francoise, Köln 1574
- Douze dialogues et colloques, Antwerpen 1574, zuletzt Rotterdam 1610
- Lettres missives familieres, Antwerpen 1575, zuletzt Köln 1616
- Lettres missives familières entremeslees de certaines confabulations non moins utiles que recreatiues. Ensemble Deux liures de l’utilité du train de marchandise. Antwerpen 1576; weitere Ausgabe bei Waesberge, Rotterdam 1588. (Digitalisat); weitere Auflagen: Rotterdam 1567, Douai 1611 und 1621, Köln 1616 und 1617, Delft 1642 und Lüttich 1644.[2]
- Comédie de la fidélité nuptiale, Paris 1578
- Des Amours de Theseus et Dianira, Paris 1578
- Trois comedies Francaises, Rotterdam  1589, Antwerpen 1602